# 拉科齊村

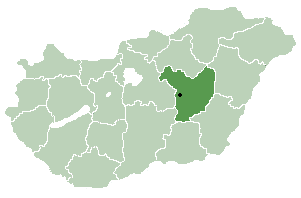

拉科齊村是匈牙利的城鎮，位於該國東部，由亞斯-瑙吉孔-索爾諾克州負責管轄，面積35.94平方公里，2011年人口5,366，其中約六成居民信奉天主教。
47°05′N 20°14′E / 47.083°N 20.233°E